# Эффект Росситера — Маклафлина

Наблюдатель расположен внизу рисунка. Свет от вращающейся против часовой стрелки звезды на приближающейся стороне испытывает смещение в синюю область спектра, от удаляющейся стороны — в красную область. Когда планета проходит перед звездой, она последовательно закрывает смещаемые в синюю и красную области части спектра, при этом видимая лучевая скорость звезды меняется, хотя реальная скорость не изменяется.

Анимация эффекта и наблюдаемая зависимость измеренной лучевой скорости от времени

Эффект Росситера — Маклафлина (англ. Rossiter–McLaughlin effect) — спектроскопическое явление, наблюдаемое, когда объект проходит перед диском звезды.

## Описание
Эффект Росситера — Маклафлина наблюдается, например, в затменно-двойных звёздах, когда второй компонент или планета проходит по диску главного компонента системы.
Поскольку главная звезда вращается вокруг своей оси, то четверть фотосферы будет двигаться по направлению к наблюдателю, а другая видимая четверть удаляется. Такое движение создаёт синее и красное смещение, соответственно, в спектре звезды, что обычно проявляется в виде уширения спектральных линий. Когда второй компонент или планета проходит перед главным компонентом, то закрывает часть излучения звезды. При этом среднее красное смещение главной звезды как целого меняется относительно обычного значения. По мере того как проходящий объект сдвигается к другой стороне диска звезды, аномалия красного смещения меняется с положительной на отрицательную или наоборот.

## Горячие юпитеры
Эффект использовался для того, чтобы показать, что по крайней мере 25 % горячих юпитеров вращаются в ретроградном направлении относительно главных звёзд в системах, это поддерживает гипотезу о том, что такие объекты переходят на свои орбиты вследствие динамических взаимодействий, а не планетарной миграции.

## История
Дж. Р. Хольт в 1893 году предложил метод для измерения вращения звёзд с использованием данных о лучевой скорости, он предсказал, что в случае затмения одной звездой другого компонента сначала первая будет затмевать приближающуюся синюю часть, а потом — удаляющуюся часть. Такое движение создаст красное смещение в спектре затмеваемой звезды, а затем — синее смещение, что проявляется в изменении лучевой скорости звезды совместно с влиянием орбитального движения.
Эффект назван по именам Ричарда Альфреда Росситера и Дина Бенджамина Маклафлина.